# Finsko na Letních olympijských hrách 1928
Finsko na Letních olympijských hrách 1928 v nizozemském Amsterdamu reprezentovalo 69 sportovců, z toho 67 mužů a dvě ženy. Nejmladším účastníkem byl Ada Onnela (17 let, 353 dní), nejstarší pak Bertel Broman (38 let, 346 dní). Reprezentanti vybojovali 25 medailí, z toho 8 zlatých, 8 stříbrných a 9 bronzových.

## Medailisté
| Medaile | Jméno              | Sport                | Disciplína                  |
| ------- | ------------------ | -------------------- | --------------------------- |
| Zlato   | Harri Larva        | Atletika             | Muži běh na 1 500 m         |
| Zlato   | Ville Ritola       | Atletika             | Muži běh na 5 000 m         |
| Zlato   | Paavo Nurmi        | Atletika             | Muži běh na 10 000 m        |
| Zlato   | Toivo Loukola      | Atletika             | Muži běh na 3000 m překážek |
| Zlato   | Paavo Yrjölä       | Atletika             | Muži desetiboj              |
| Zlato   | Väinö Kokkinen     | Zápas                | řecko-římský do 75 kg       |
| Zlato   | Kaarlo Mäkinen     | Zápas                | volný styl nad 56 kg        |
| Zlato   | Arvo Haavisto      | Zápas                | volný styl do 72 kg         |
| Stříbro | Paavo Nurmi        | Atletika             | Muži běh na 5 000 m         |
| Stříbro | Ville Ritola       | Atletika             | Muži běh na 10 000 m        |
| Stříbro | Paavo Nurmi        | Atletika             | Muži běh na 3000 m překážek |
| Stříbro | Antero Kivi        | Atletika             | Muži hod diskem             |
| Stříbro | Akilles Järvinen   | Atletika             | Muži desetiboj              |
| Stříbro | Hjalmar Nyström    | Zápas                | řecko-římský do 82,5 kg     |
| Stříbro | Kustaa Pihlajamäki | Zápas                | volný styl do 61 kg         |
| Stříbro | Aukusti Sihvola    | Zápas                | volný styl nad 87 kg        |
| Bronz   | Heikki Savolainen  | Sportovní gymnastika | muži kůň našíř              |
| Bronz   | Bertil Broman      | Jachting             | muži - třída Finn           |
| Bronz   | Eino Purje         | Atletika             | Muži běh na 1 500 m         |
| Bronz   | Martti Marttelin   | Atletika             | Muži maraton                |
| Bronz   | Ove Andersen       | Atletika             | Muži běh na 3000 m překážek |
| Bronz   | Vilho Tuulos       | Atletika             | Muži trojskok               |
| Bronz   | Edvard Westerlund  | Zápas                | řecko-římský do 67,5 kg     |
| Bronz   | Onni Pellinen      | Zápas                | řecko-římský do 82,5 kg     |
| Bronz   | Eino Leino         | Zápas                | volný styl do 66 kg         |